# Xque
X-Que? abreviació de Per què? fou una discoteca de música tecno en estil màkina, primer a Calella de Palafrugell (1992-2007) i després a Olot (2010-2011). La sala va ser estrenada el 1992 a Calella de Palafrugell. Va tancar el 2007 quan l'ajuntament va instar l'empresa a enderrocar la part edificada en zona il·legal. El 25 de setembre del 2010 va tornar a obrir les portes a la ciutat d'Olot després de renovar l'antiga discoteca «Kratter's», amb els dj's residents Sepi, Bull, Joan Creus i Fran Bit. El 25 de desembre Dj Pastis torna al Xque com a resident. Va tancar el 2011 degut a la pressió veïnal. Va reobrir amb un nom nou «Bakkhos» i una direcció nova uns mesos després.

## Història
Va ser inaugurada l'any 1992 amb un estil clarament funk-disco fins a la incorporació del resident Dj Oskar MAD que van canviar l'estil musical cap a la makina i el hardtrance. L'any 1995 David Alvarez (Dj Pastis) abandona la sala Pont Aeri i passa a formar tàndem primer amb Oskar Mad i més tard amb Dj Sek en les sessions de la discoteca.
Des d'aquest moment la sala s'interessa per la producció com una perllongació de llur nou estil. L'any 1996 van aparèixer les seves primeres produccions en vinil a càrrec de la discogràfica Max Music. El 1999 van començar a treballar amb la nova discogràfica Tempo Music. El 2002, van canviar de discogràfica i van començar a treballar amb Bit Music. A partir de llavors, van voler anar més enllà i donar oportunitats a productors menys consagrats. Van posar en funcionament un nou segell, "Xque Records", nom sota el qual van sortir nombroses produccions. El Xque sempre ha apostat per nous estils, va introduir un estil molt potent a Itàlia "hardstyle", el qual allà es punxa a 150 bpm's.
El 21 de juliol del 2007, el mateix dia del seu quinzè aniversari, la sala va tancar les portes congregant unes 5.100 persones. L'últim tema que va sonar a la sala va ser el Thank You (Original Version) del vinil Xque Vol.7.